# Santa María la Ribera
Santa María la Ribera es una colonia de la Ciudad de México ubicada en el centro de la ciudad, en la alcaldía Cuauhtémoc. De valor arquitectónico e histórico, se le considera el primer fraccionamiento moderno de la ciudad, el cual anunció el desbordamiento de la misma con respecto a su trazo previo. Surgió a partir de 1859, de la fragmentación de la Hacienda de la Teja, en particular del rancho de Santa María, situado al norte de la calzada de San Cosme. Sus calles aparecerían trazadas con algunas construcciones por primera vez en el plano general de la Ciudad de México de 1861.
Además de contar con muchas casas con alto valor histórico construidas en el porfiriato, sus edificios emblemáticos aún son conservados como la Casa de los Mascarones, el Museo del Chopo, el Kiosco morisco, el Museo de Geología de la UNAM y la iglesia del Espíritu Santo, así como el templo de la Sagrada Familia o templo de los Josefinos.

## Delimitación
Está delimitada por las siguientes colonias y vialidades:
- Al norte por la colonia Atlampa y la avenida Ricardo Flores Magón.
- Al sur, por la colonia San Rafael, a partir de la avenida Ribera de San Cosme.
- Al oriente por la Colonia Buenavista y la estación de Buenavista, a partir de la avenida Insurgentes.
- Al poniente, por la colonia Agricultura y el Casco de Santo Tomás, a partir de la avenida Instituto Técnico Industrial, que forma parte del Circuito Interior.[2]

## Historia

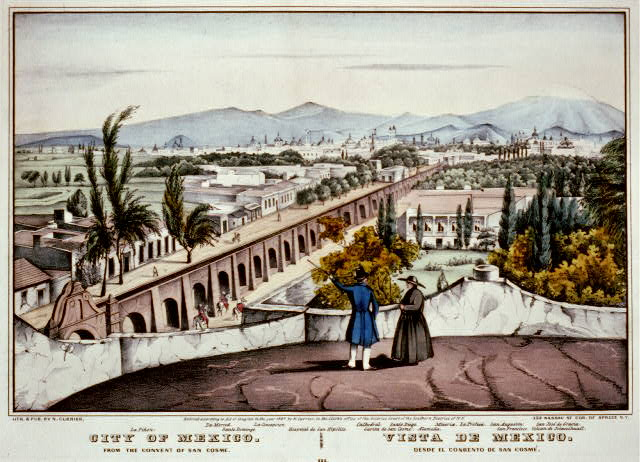
La Ciudad de México vista desde el convento de San Cosme en 1847 (obra de N. Currier.)

### sigloXIX
Ubicada cerca del centro histórico, el área que ocupa la colonia fue desecada del Lago de Texcoco hacia 1545. Se consideraba, hasta su fraccionamiento en el siglo XIX, como las afueras de la capital novohispana, y en dicho punto se colocó la Garita de Tlaxpana, en la ribera del Río Consulado. Los terrenos en donde se asentó la colonia eran parte de los ejidos de la ciudad; años después, pertenecieron al Rancho de Santa María (llamado así por estar ubicado a espaldas de Santa María la Redonda), la que a su vez pertenecía a la Hacienda de la Teja.
Santa María nació en el contexto de un auge inmobiliario facilitado por las disposiciones legales luego de la Reforma, en particular un decreto de 1861 que eximía de impuestos tanto a fraccionadores como a compradores de lotes por cinco años, así como la exención fiscal a los materiales de importación para la construcción de nuevos fraccionamientos; igualmente la Ley sobre Terrenos Baldíos de 1883 facilitó la lotificación y apertura a capital extranjero en el negocio inmobiliario. En fraccionamientos como Santa María o la Colonia San Rafael (Colonia de los Arquitectos), la ganancia promedio era de 1 a 10 en un plazo de dos o tres años. La empresa inmobiliaria Hermanos Flores, una de las primeras en la capital mexicana constituida por los hermanos Estanislao y Joaquín Flores, fue la encargada de crear y desarrollar el fraccionamiento. Los Flores fueron herederos de su padre Jacinto, y poseían amplias porciones de terrenos adicional a donde fraccionó su empresa a Santa María la Ribera.
El proyecto de traza fue realizado por el agrimensor Francisco Jiménez en 1858 con una primera disposición de 56 manzanas, con 20 lotes cada una. El Cabildo de la Ciudad de México autorizó su formación en junio de 1859, y la venta de lotes inició en ese mismo mes el día 15, casi dos años después de la llamada colonia de los Arquitectos, hoy San Rafael, por lo que Santa María es la segunda colonia de la ciudad en ser creada. La traza de sus calles y manzanas, junto con su Alameda, sigue la forma reticular de la antigua metrópoli. De acuerdo con Salvador Novo, la nomenclatura de sus calles se debía a que: “…la botánica forestal alternaba en Santa María La Ribera con la floricultura —chopos, cedros, naranjos, pinos, nogales”. Las calles que corren de norte a sur recibieron nombres de árboles (El Fresno, El Sabino, El Ciprés), en tanto las calles que van de oriente a poniente fueron llamadas con nombres de flores (El Heliotropo, La Camelia) hacia el norte de la colonia. Las calles hacia el sur en un primer momento recibieron nombres de literatos mexicanos (Eligio Ancona, Salvador Díaz Mirón, Amado Nervo).
Esta colonia nació prácticamente sin ningún servicio: ni agua, ni calles pavimentadas, ni banquetas, ni luz eléctrica; sólo abundaban numerosos pozos artesianos. Por ello, los vecinos se organizaron para empedrar algunas calles y embanquetarlas.
No fue sino hasta el siglo XIX cuando la capital inició su primera expansión, en la época en la que Santa María creció en importancia y en población. Aparecieron vecindades para trabajadores de las haciendas y otros negocios, y en 1840 el Cabildo de la Ciudad de México recibía representaciones de estos mismos barrios.
Durante la ocupación estadounidense, el área fue una fuente de resistencia determinada contra las patrullas norteamericanas, que no querían entrar en Santa María por las noches.
En 1861, durante la segunda intervención francesa, la zona fue oficialmente designada «colonia» de la Ciudad de México, y luego cobró importancia debido al mayor desarrollo residencial, especialmente por pequeños comerciantes y trabajadores estatales, profesionistas e intelectuales. La familia Flores adquirió el rancho de Santa María con el fin de construir una colonia moderna y vender casas para habitación, por lo que se convirtió en un fraccionamiento exclusivo inspirado en la arquitectura y traza francesas, y alcanzó su mayor auge durante el Porfiriato. «Aquí —escribió Ramón López Velarde a principios del siglo XX— vive tal filósofo, aquí tal novelista; aquí, la viuda y las hijas de un poeta; aquí, tal sabio en botánica. Pero domina, al fin, la indocta apariencia de la colonia, su fatalista descuido, su paz soñolienta»). Durante el Porfiriato, varias lograron pavimentarse y tener alumbrado eléctrico; pero no fue sino hasta mediados del siglo XX cuando todas las calles de Santa María se vieron asfaltadas.

### SigloXX

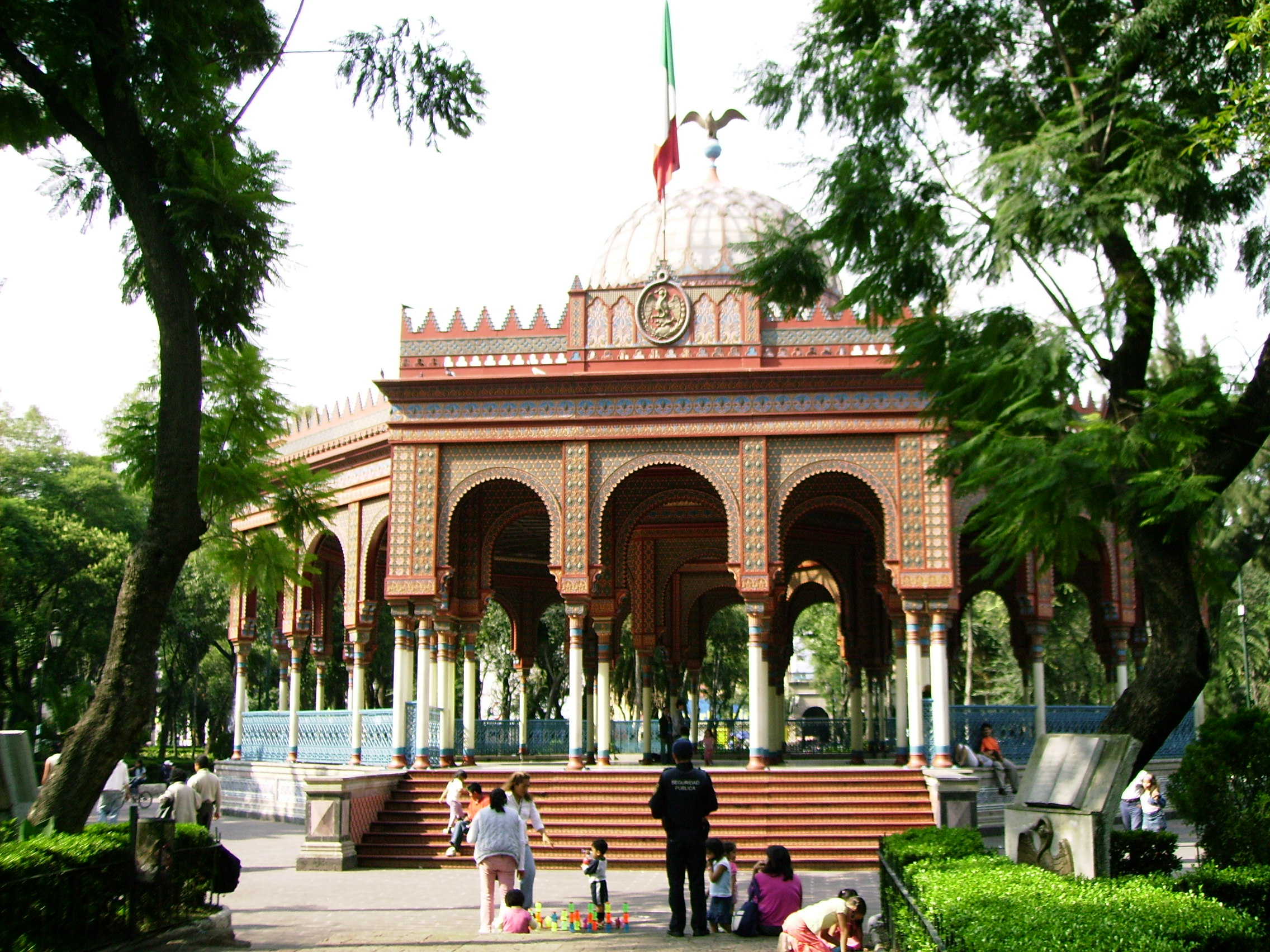
Alameda de la colonia Santa María la Ribera (Ciudad de México). Al fondo, el Quiosco Morisco

A partir de la segunda mitad del siglo XX, la colonia Santa María la Ribera se transformó en barrio popular como consecuencia del surgimiento de nuevas colonias ricas en otras partes de la ciudad tales como la Colonia Nápoles, Anzures o Colonia Del Valle y de la construcción de edificios de departamentos en el barrio. Con el auge de la televisión, los teatros y cines del barrio perdieron progresivamente su público y fueron demolidos los cines Rivoli y Majestic, para construir un estacionamiento y un centro comercial. Luego del terremoto de 1985, la colonia acogió nuevos residentes, damnificados de otras zonas. Actualmente presenta problemas de inseguridad y deterioro irreversible de inmuebles con alto valor histórico.
A partir de la creación de obras como la estación del metro Buenavista, las estaciones del metrobús Buenavista, Chopo y Revolución y la creación de la estación Buenavista del tren suburbano las calles cuyo tránsito vehicular desemboca a la avenida Insurgentes se saturan.
Frente a la Alameda se encuentra el Museo de Geología de la UNAM, en Jaime Torres Bodet n.º 176 Col. Santa María La Ribera.
Actualmente se realizan obras de reconstrucción en la Alameda y en el Kiosco Morisco, lo cual ha creado un crecimiento significativo en la apertura de cafeterías, bares y centros culturales en esta colonia.
Los problemas relacionados con inseguridad (robo) e insuficiencia de servicios públicos han ido aumentando, "a pesar de que al inicio de la actual administración (en el 2012) se cambiaron las luminarias públicas." Los habitantes de la zona han estado padeciendo la apertura de zanjas en las banquetas para colocar los cables, pero las obras se quedan inconclusas. Sólo funcionan cuatro de las 12 luminarias instaladas. Aunque hay delincuencia a cualquier hora del día, la falta de iluminación nocturna aumenta los riesgos. "El robo a transeúnte, a negocios y de autopartes son los ilícitos más recurrentes." La delegación Cuauhtémoc aseguró que "en la calle Cedro y zona aledaña se tienen 73 luminarias, de las cuales sólo 10 por ciento necesitan reparación, mientras que están en proceso de instalación 564 postes nuevos con sus respectivas luminarias."

## Importancia cultural
En esta colonia vivieron personajes de la vida cultural de México, por ello, los nombres de algunas calles fueron cambiados por el de estos personajes, como es el caso de Doctor Atl, Amado Nervo, Enrique González Martínez y Mariano Azuela, entre otros. El pintor Dr. Atl, seudónimo de Gerardo Murillo, vivió los últimos años de su vida en la calle de Pino Núm. 278 de esta colonia, calle que actualmente, en el tramo comprendido entre la Av. Ricardo Flores Magón y la Ribera de San Cosme, lleva el nombre de Dr. Atl en su memoria.
Arturo Azuela escribió la tetralogía narrativa que es síntesis histórica de los casi 150 años del barrio: El tamaño del infierno, La casa de las mil vírgenes, Los ríos de la memoria y Alameda de Santa María.
Parte de una importante novela de Fernando del Paso, José Trigo, transcurre en la colonia. En cambio, Carlos Fuentes, en La frontera de cristal eligió a la Colonia Santa María la Ribera como ejemplo de lugar que en los años ochenta supuestamente daba vergüenza a sus habitantes y deprimía a los turistas estadounidenses: «[...] por Mariano Escobedo a Ejército Nacional a Puente de Alvarado y la Estación de Buenavista, más allá de San Rafael, cada vez más bajo todo, más incierto entre su construcción y su derrumbe, ¿Qué es nuevo, qué es viejo, qué está naciendo en esta ciudad, qué está muriendo, son la misma cosa? Los Wingate se miraron entre sí, asombrados, adoloridos.»

## Residentes notables
- Agustín Aragón y León (1870-1954) Destacado ingeniero y catedrático, fue miembro Vitalicio de la Academia Nacional de Ciencias. Vivió en la calle Dr Atl 215
- Arturo Azuela Arriaga (1938-2012) Escritor, historiador y académico[8]  Miembro de la Academia Mexicana de la Lengua y del Colegio Nacional
- Mariano Azuela González ( 1873-1952). Médico y escritor considerado uno de los fundadores de la literatura de la Revolución Mexicana. Trabajó como médico en un campamento de Pancho Villa, experiencia que reflejó en sus novelas. Vivió en la calle Mariano Azuela 242, nombrada su en honor.[9]
- María Enriqueta Camarillo (1872-1968) Poetisa y escritora, nominada al Premio Nobel de Literatura en 1951.[10] Vivió en Jaime Torres Bodet 160, actual casa de cultura Santa María la Ribera
- Terry Holiday (1955) Actriz y vedette transgénero mexicana.
- José Alfredo Jiménez (1926-1973) Destacado cantante y compositor autodidacta. Autor de una gran cantidad de temas populares de los géneros ranchero, huapango y corrido. Vivió en la calle de Chopo[11]
- Los artistas Pérez: Ricardo Pérez Celis (1918-2010), litógrafo que plasmó en sus obras la obra gráfica del Dictador Anastasio Somoza en Nicaragua, su cuñado: Rafael Rojo (1958-2001) fue un asiduo coleccionista de arte mexicano, su colección se resguarda en la casa que habitó en la calle de Fresno y contiene obra suya y de célebres artistas de la escuela mexicana de pintura entre ellos: David Alfaro Siqueiros; y su bisnieto: Édgar Ariel Jiménez Pérez (2000) pintor y fotógrafo que comenzó a pintar en la misma casa de sus ancestros pintores, su obra la desarrolló dentro del surrealismo, participó en el desarrollo de la Semana De las Artes y las Humanidades dentro de la Escuela Nacional Preparatoria 9 de 2015 a 2018 y luego presentó una activa participación en los eventos artísticos dentro de la Facultad de Arquitectura (Universidad Nacional Autónoma de México) y exponiendo en galerías de la Ciudad de México.
- Amado Nervo (1870-1919) Poeta, periodista y diplomático. Vivió en la calle Amado Nervo 48, nombrada su en honor.[12]
- Miguel Rebolledo. (1868-1962). Militar y destacado ingeniero naval. Realizó sus estudios de ingeniería en Francia, donde se especializó en sistemas de concreto armado y los introdujo a México a su regreso. Vivió en  Nogal esquina con primera cerrada del Nogal.
- Ernesto Sodi Pallares (1919-1977) Científico, escritor y criminólogo.
- Ernestina Sodi Miranda (1960) Historiadora de arte, escritora, periodista y ex-modelo.
- Ariadna Thalía Sodi Miranda (1971) Cantante, actriz, empresaria y modelo.
- Rolando Javier Ortega Cuenca, Roco Maldita Vecindad (1965) Cantante.

## Patrimonio cultural

### Kiosco morisco

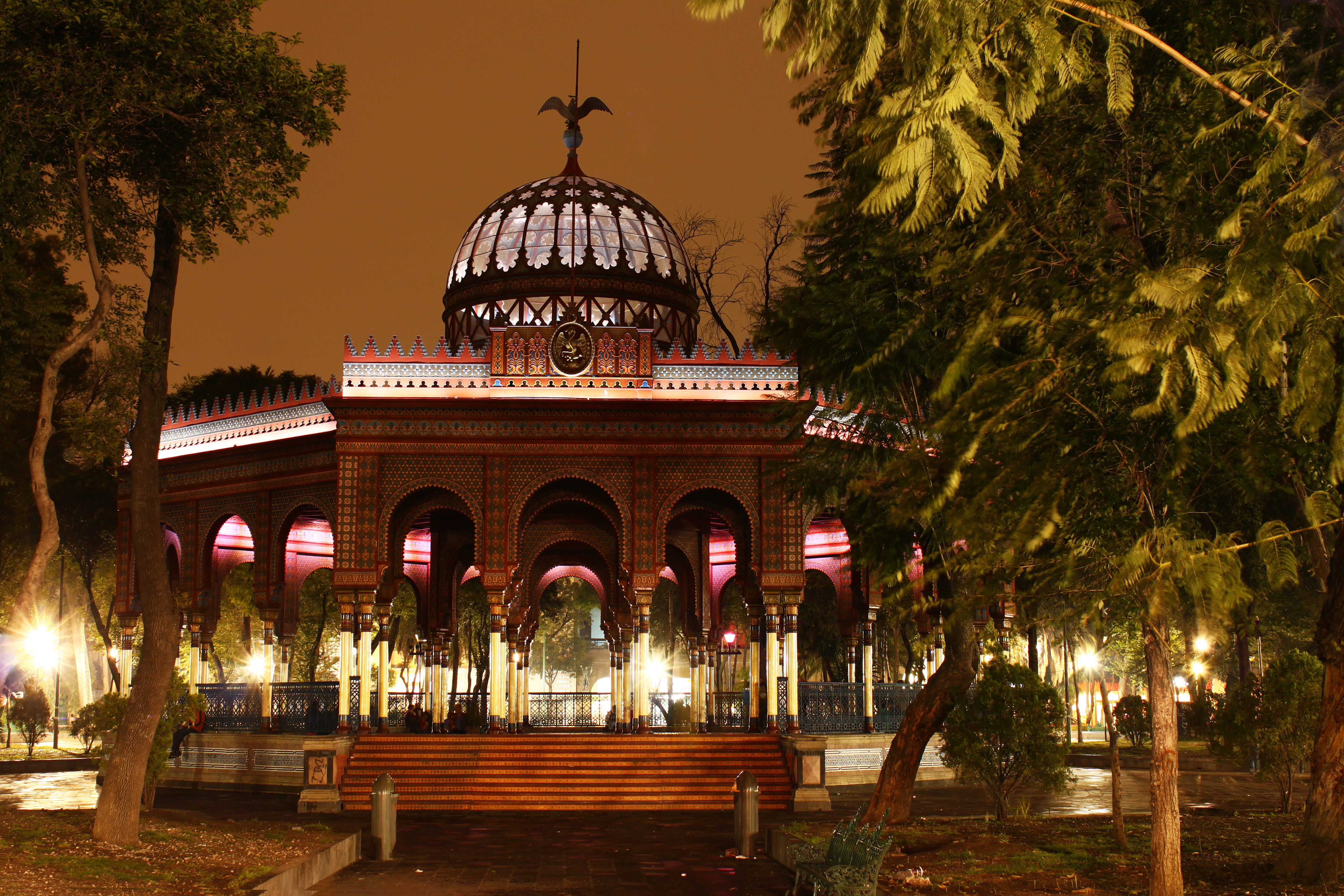
Vista iluminada del Quiosco Morisco

Se localiza en el centro de la alameda, en el cruce de las calles Dr. Atl y Salvador Díaz Mirón. Se le llamó morisco porque asemeja a la arquitectura mora: los arcos, las columnas y la cúpula resaltan en la construcción; además de la decoración tan detallada con diferentes líneas y formas.
Data de finales del siglo XIX, cuando fue diseñado por el ingeniero José Ramón Ibarrola para ser el Pabellón de México en la Exposición Universal de 1884-1885. Su estructura (conformada por varios arcos y columnas neoárabes está realizada completamente en hierro, material de construcción en boga en aquella época, y es probable que se haya fundido en Pittsburgh, Pennsilvania, en hornos propiedad del magnate estadounidense Andrew Carnegie, debido a la relación de amistad que tenía con el diseñador del kiosco.
Tras haber cumplido su cometido, la estructura fue traída de nuevo a México a principios del siglo XX y se instaló en el costado sur de la Alameda Central, enfrente del ex templo de Corpus Christi. Durante el tiempo que permaneció en ese lugar, el kiosco fue sede de los sorteos de la Lotería Nacional. Posteriormente, durante las fiestas del centenario de la independencia, el entonces presidente Porfirio Díaz mandó erigir un monumento en ese sitio: el hemiciclo a Juárez. Por tal razón, y en respuesta a una petición por parte de los colonos del nuevo fraccionamiento Santa María La Ribera, el quiosco fue trasladado a su ubicación actual, y es desde entonces el centro de reunión de la comunidad.
Muchos mitos se han generado alrededor de esta construcción: desde la afirmación de que el quiosco fue donado por un jeque árabe hasta la asociación del quiosco con aspectos astrológicos y mágicos debido a su planta octagonal y al gran número de sus decoraciones geométricas.
Al "remozarlo", diferentes administraciones delegacionales reemplazaron los vitrales por cristal común. Se ha intentado rescatar como centro de reunión cultural, con actividades artísticas, conciertos y cine, pero son esporádicos. La comunidad ha redoblado esfuerzos para rodearlo del viejo encanto de la colonia, con cafés, casas de la cultura y diversas actividades y diversos comercios se han establecido en torno a este monumento.
La más reciente modificación del parque consistió en retirar el adoquín rosa, tan característico y pintoresco, para reemplazarlo por cuadros de concreto, que le restaron colorido. Se resaltó su belleza con unos barandales.[cita requerida]

### Museo del Chopo
Otro personaje urbano que concede fisonomía a la colonia es el Museo Universitario del Chopo. El 2 de septiembre de 1910, Porfirio Díaz inauguró la Exposición Japonesa de Arte Industrial en el Palacio de Cristal, conocido también como el Edificio de Fierro y como Pabellón Japonés y más tarde, como el Museo del Chopo. En sus orígenes (1904) el edificio estuvo destinado a exposiciones permanentes de artículos nacionales y extranjeros. Las necesidades de los festejos de 1910 del Centenario de la Independencia obligaron a cambiar su uso para convertirlo en Museo Nacional de Historia Natural.
Desde 1911, su organización como museo, se confió a Jesús Díaz de León, su primer director. En este edificio, único y singular, hoy Museo Universitario del Chopo, se inició en la capital de la república el empleo del hierro y del vidrio en la construcción, con resultados singulares. Ciertamente, en la Ciudad de México el hierro ya se empleaba en la época en edificios como los de la joyería "La Esmeralda", la fábrica de cigarros “El Buen Tono” y el Palacio Legislativo, pero lo notable radica en que el Museo del Chopo es el único cuya estructura está sin disimulo y a la vista y el mismo no se recubrió de argamasas o de cantera. También es el primer edificio prefabricado de la Ciudad de México. Su estructura metálica se fundió en Alemania y Luis Bacmeister la armó en México. La suya es una estructura prefabricada cuyo rescate atendió Francisco de Pablo, entonces director de proyectos, obras y conservación de la Universidad Nacional Autónoma de México. Como Museo de Historia Natural dejó de operar en 1973 y en noviembre de 1975 inició sus actividades como museo universitario.

### Casa de los Mascarones
Esta se encuentra ubicada en el límite sur de la colonia, sobre la avenida Ribera de San Cosme, vía histórica que formara parte de la antigua Calzada de Tlacopan. Esta es un extraordinario ejemplo del estilo barroco churrigueresco mexicano del siglo XVIII. En su hermosa fachada conserva las rejas de hierro de sus ventanas, la enorme puerta de madera y, en las bases de las columnas estípites rematadas con atlantes, los pequeños mascarones que le dan su nombre. Perteneció al noveno conde del Valle de Orizaba, José Diego Hurtado de Mendoza, y fue la primera casa en México que tuvo sótano habitable.

## Galería

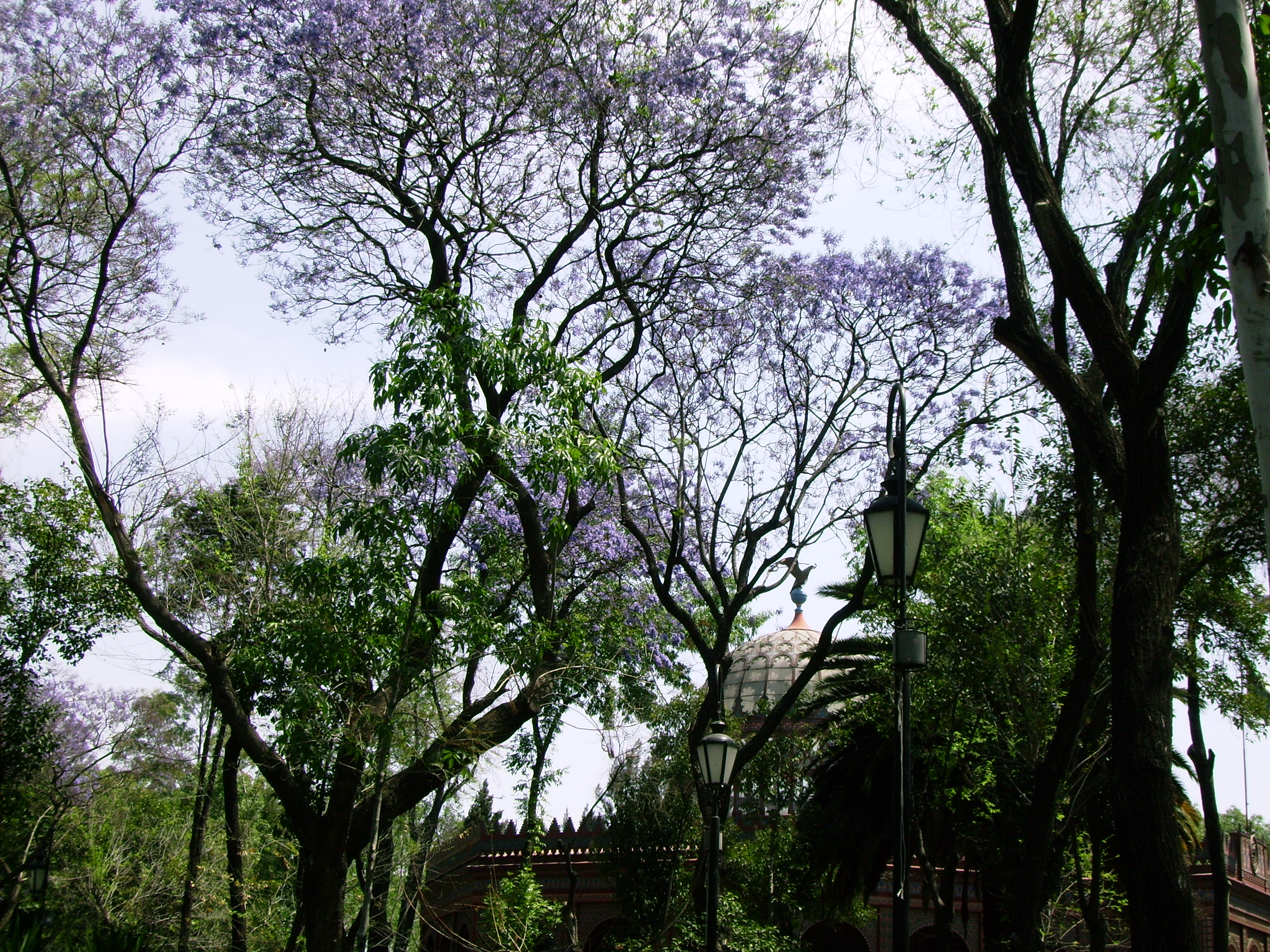
Alameda de la Colonia Santa María la Ribera con jacarandas floreadas.
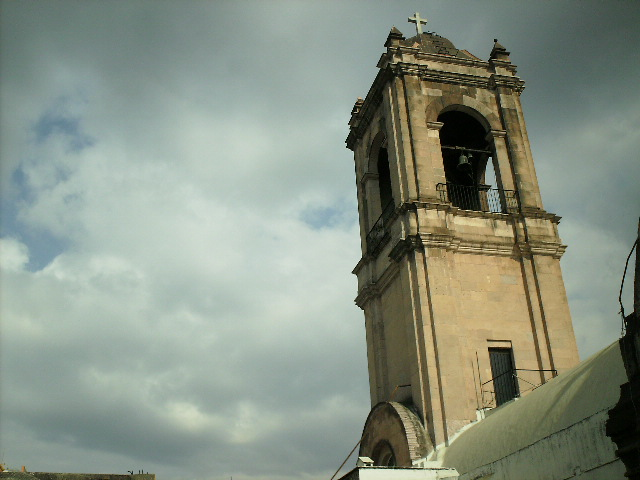
Vista de la Torre de la Iglesia del Espíritu Santo ubicada en la calle Sabino en la Colonia Santa María la Ribera.
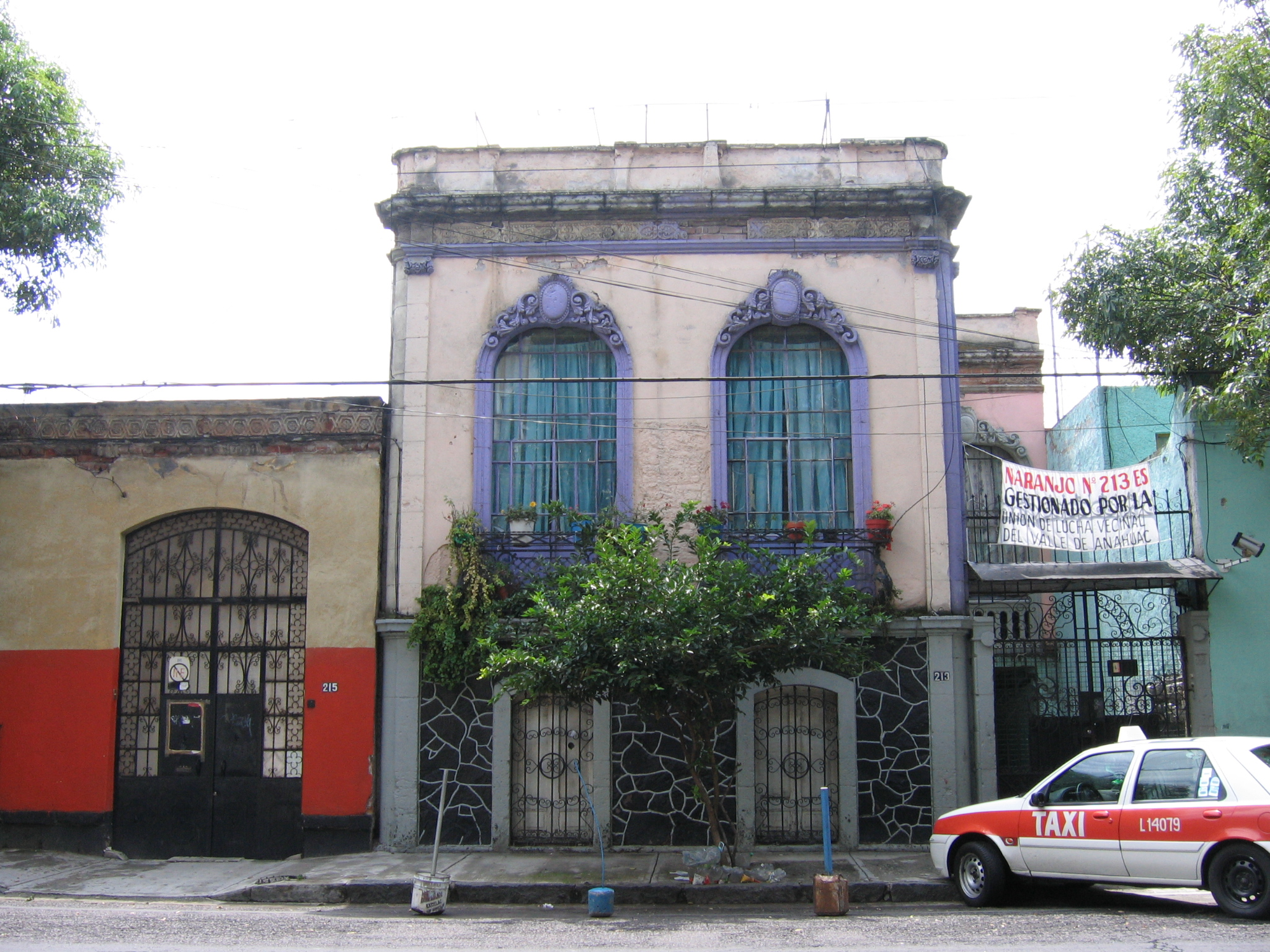
Las casas en Santa María la Ribera combinan un viejo abolengo con el gusto popular en su restauración (aquí caracterizado por el colorido de las fachadas).
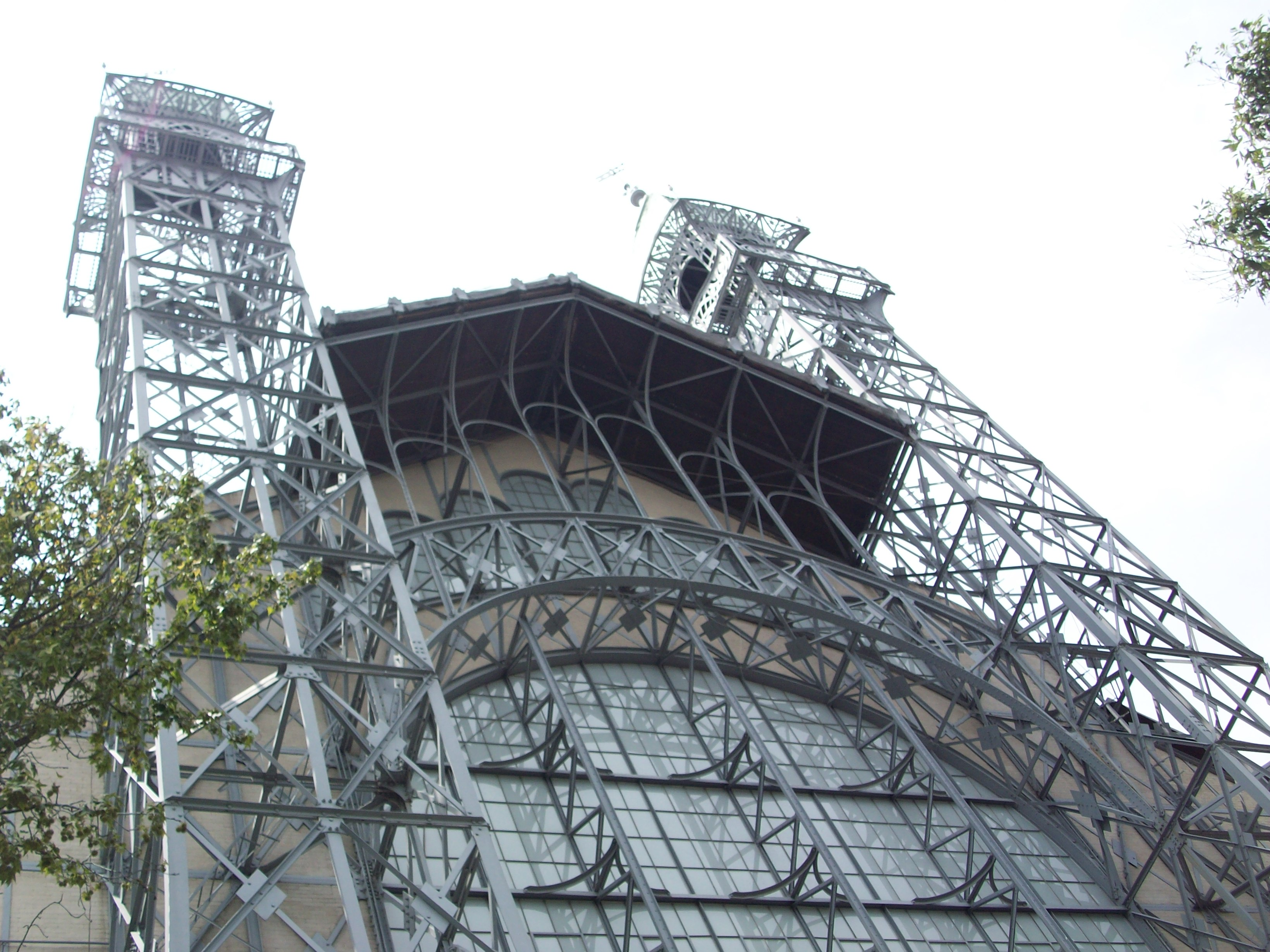
El Museo Universitario del Chopo está localizado en la Colonia Santa María la Ribera, en la calle Dr. Enrique González Martínez No. 10 Ciudad de México y muestra música, cine, teatro y exposiciones.
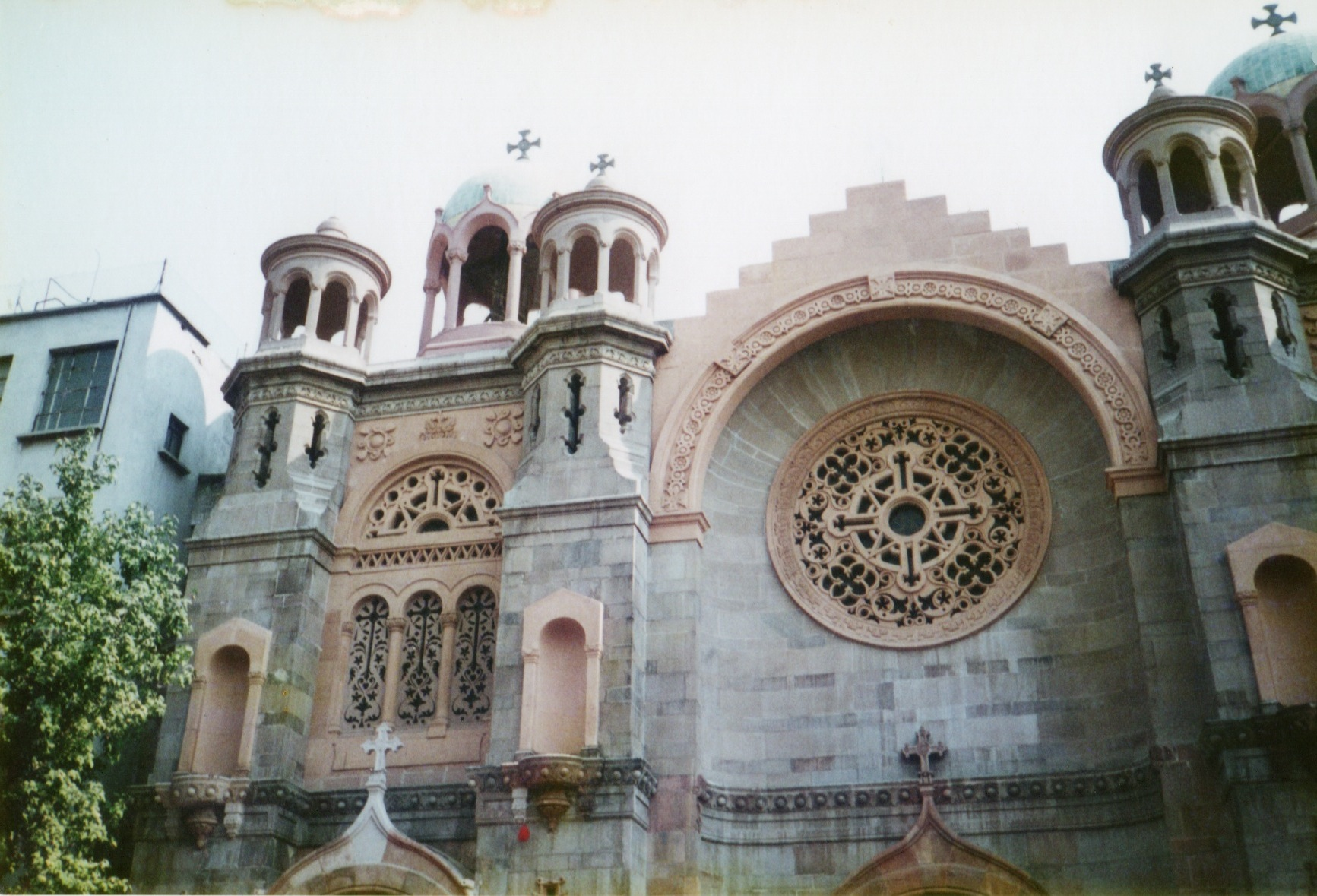
El templo de la Sagrada Familia, ubicado en la calle que lleva el mismo nombre que la Colonia, en el No. 69 alberga los restos del Padre José Vilaseca que fue el fundador de la misión Josefina.
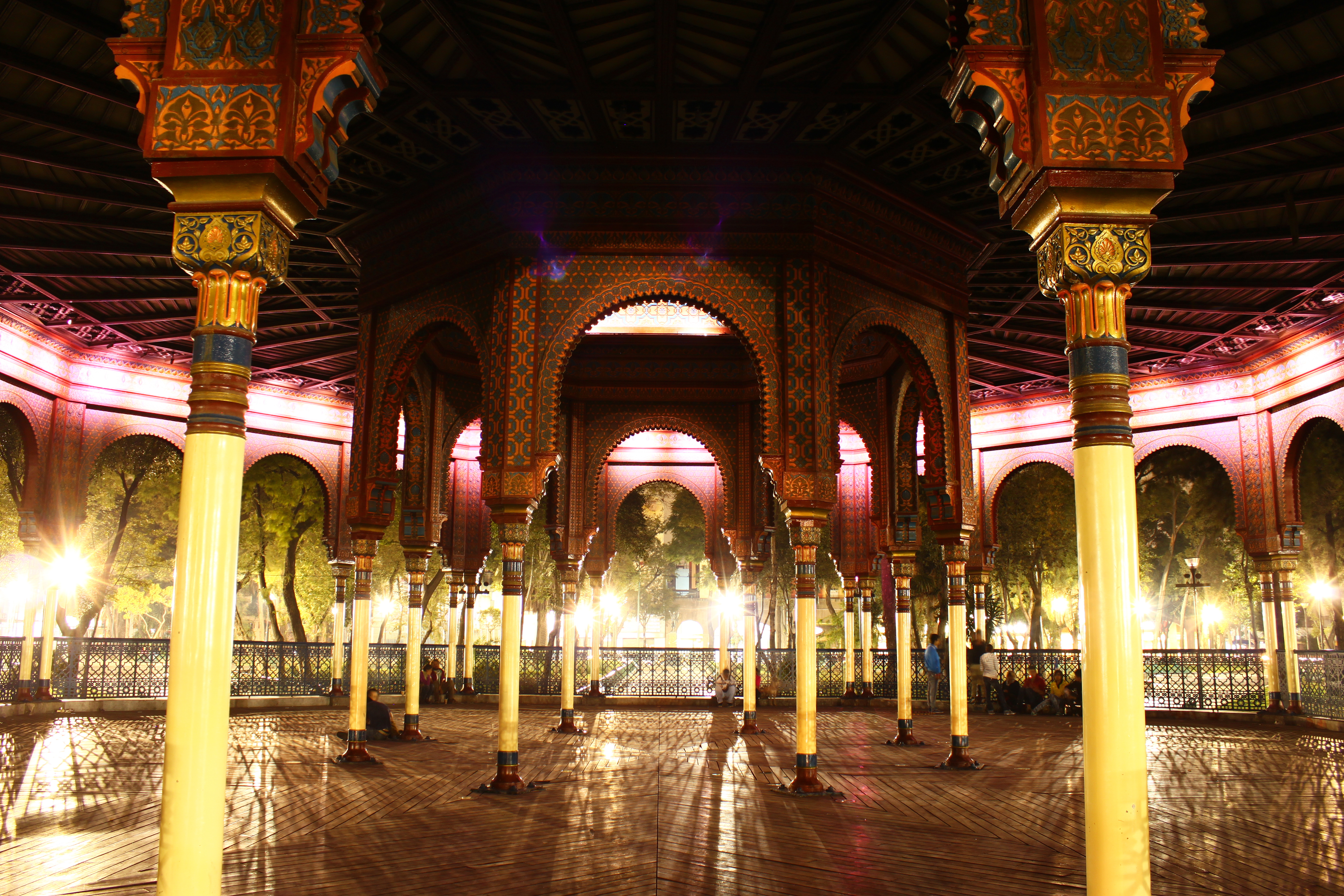
Vista interior del Quiosco Morisco.
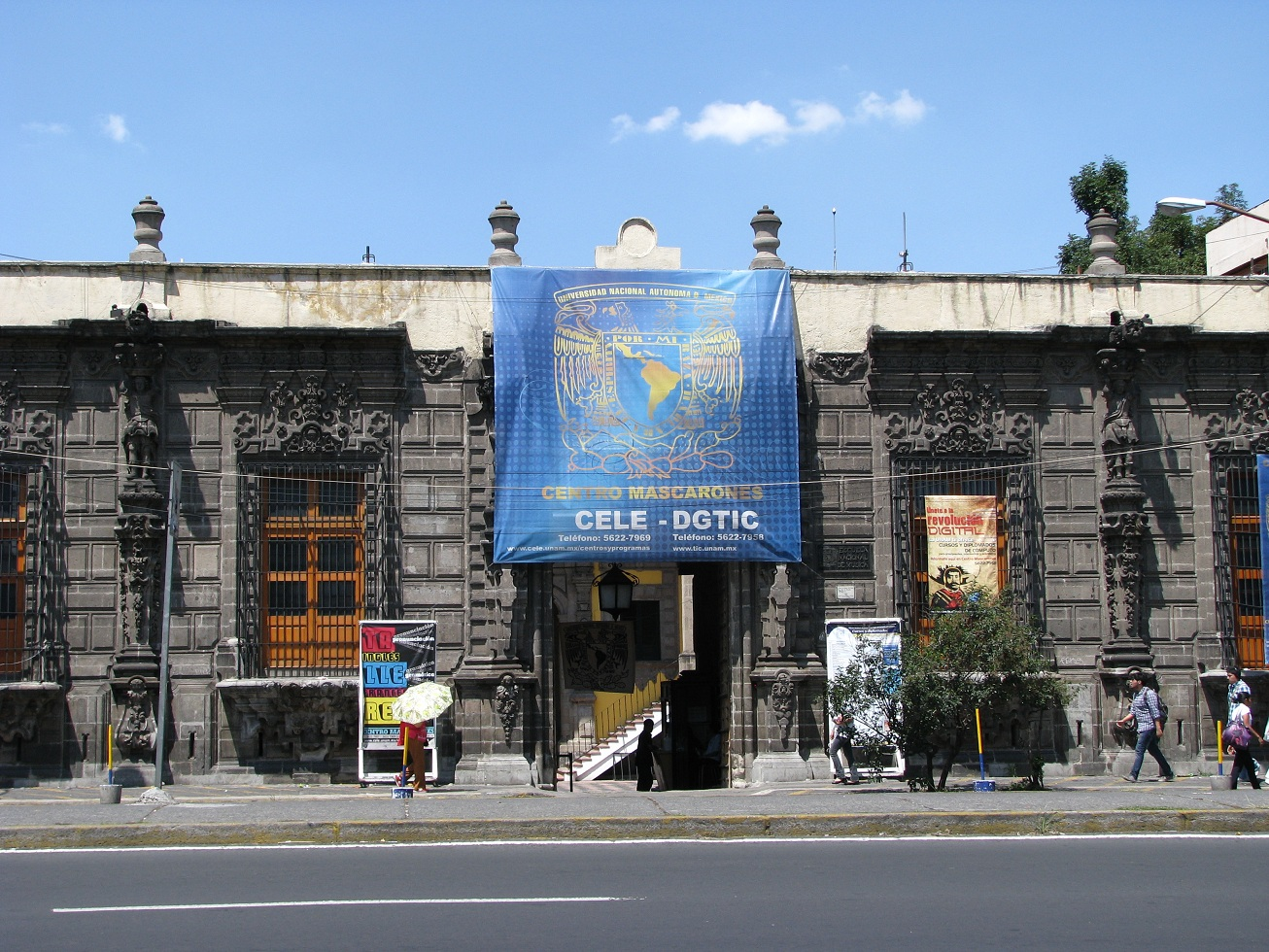
Casa de los mascarones
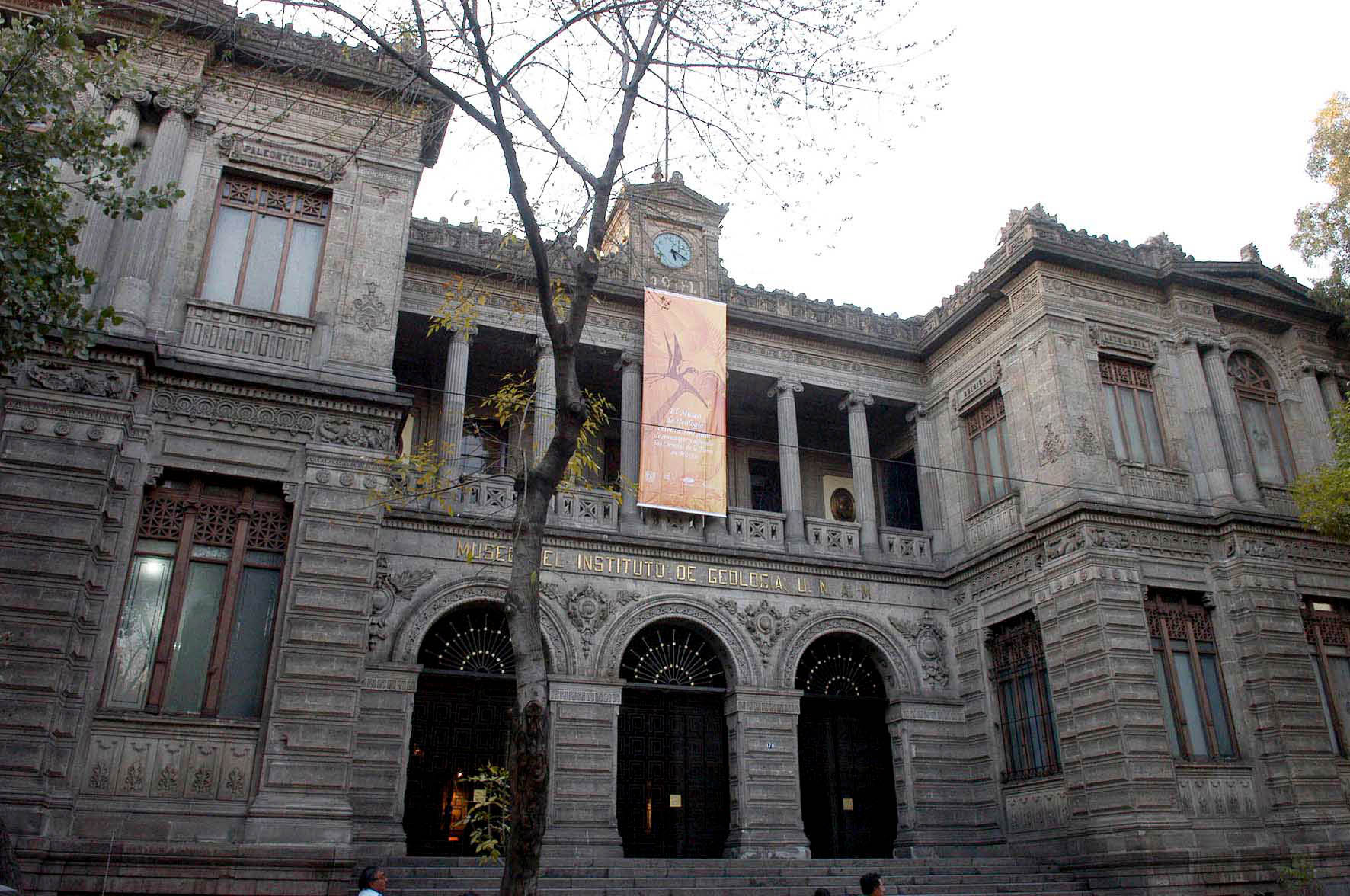
Museo de geologia